# Angylocalyx
Angylocalyx es un género de plantas fanerógamas, perteneciente a la familia Fabaceae. Comprende 14 especies descritas y de estas solo 6 aceptadas.

## Taxonomía
El género fue descrito por Nicholas Edward Brown y publicado en Botanische Jahrbücher für Systematik, Pflanzengeschichte und Pflanzengeographie 23: 172. 1896.

## Especies aceptadas
A continuación se brinda un listado de las especies del género Angylocalyx aceptadas hasta julio de 2014, ordenadas alfabéticamente. Para cada una se indica el nombre binomial seguido del autor, abreviado según las convenciones y usos.
- Angylocalyx boutiqueanus L. Touss.
- Angylocalyx braunii Harms
- Angylocalyx oligophyllus (Baker) Baker f.
- Angylocalyx pynaertii De Wild.
- Angylocalyx schumannianus Taub.
- Angylocalyx talbotii Hutch. & Dalziel